# Castello di Basedow
Il castello di Basedow (in tedesco: Schloss Basedow) è uno storico edificio della cittadina tedesca di Basedow, nel Meclemburgo-Pomerania Anteriore (Germania nord-orientale), costruito sulle sponde del Lago di Malchin (Malchiner See) tra il XVI e il XIX secolo.
L'edificio, a lungo residenza della famiglia Von Hahn, è classificato come monumento protetto (dal 1951). L'area su cui sorge era fino al 1945 la più grande proprietà terriera del Meclemburgo.

## Storia
Il castello fu costruito in stile rinascimentale nel XVI secolo come sede rappresentativa della famiglia Von Hahn, famiglia che si era stabilita a Basedow nel XIII secolo e che divenne proprietaria del luogo nel 1337.
L'edificio fu costruito in luogo di una preesistente fortezza eretta intorno al 1467-1470 per volere di Lüdeke III von Hahn (1443-1480).
Nel 1839, la famiglia Von Hahn abbandonò l'edificio per permettere la ristrutturazione della tenuta, per la quale fu incaricato Friedrich August Stüler (1837-1839). L'opera prevedeva anche la realizzazione di un parco circostante, che fu approntato tra il 1835 e il 1852 dell'architetto Peter Joseph Lenné.
Nel 1891, l'ala meridionale del castello andò distrutta in un incendio e fu ricostruita in stile neorinascimentale dall'architetto A. Haupt.
Parti del castello andarono distrutte anche nel 1945. Nello stesso anno, la tenuta fu espropriata.
Nel 2000, il castello fu acquistato da un uomo d'affari della Vestfalia, tale Heinz-Jürgen Beuter.. In seguito, fu acquistato nel 2004 da una famiglia di San Gallo, i Bächthold.

## Galleria d'immagini

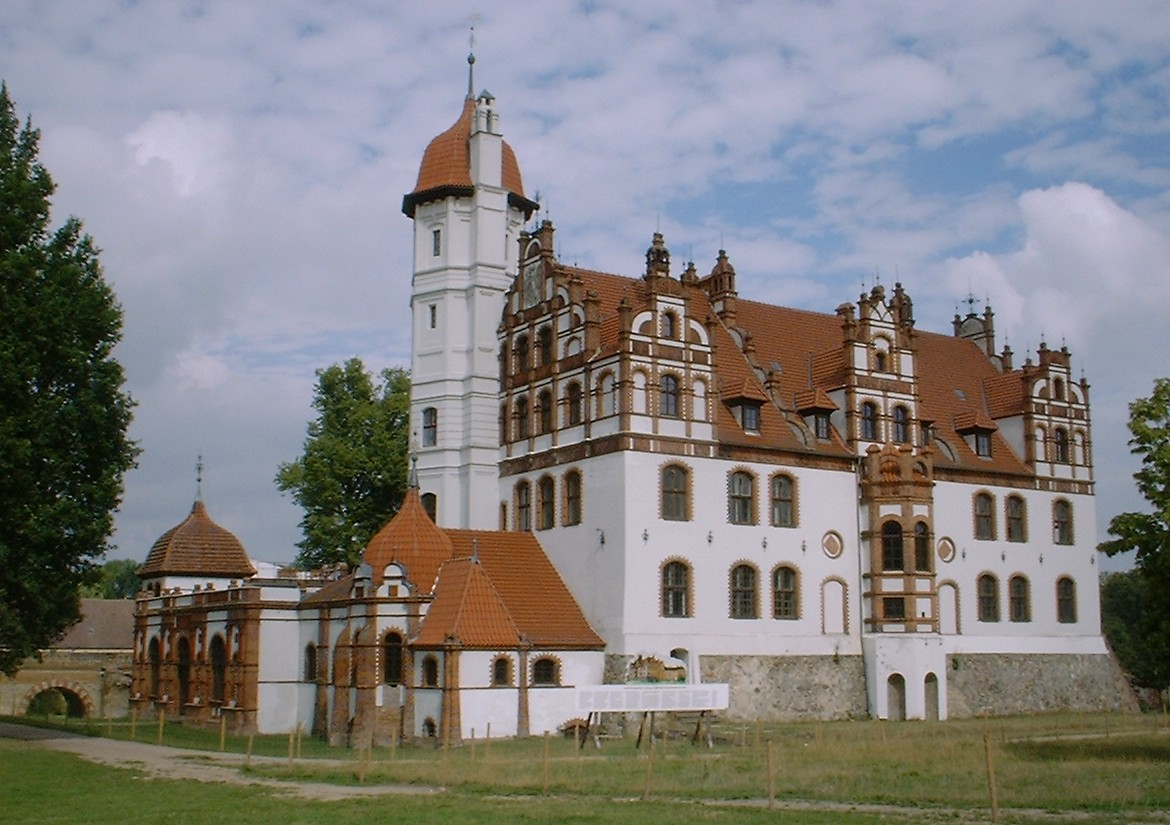
Il castello di Basedow
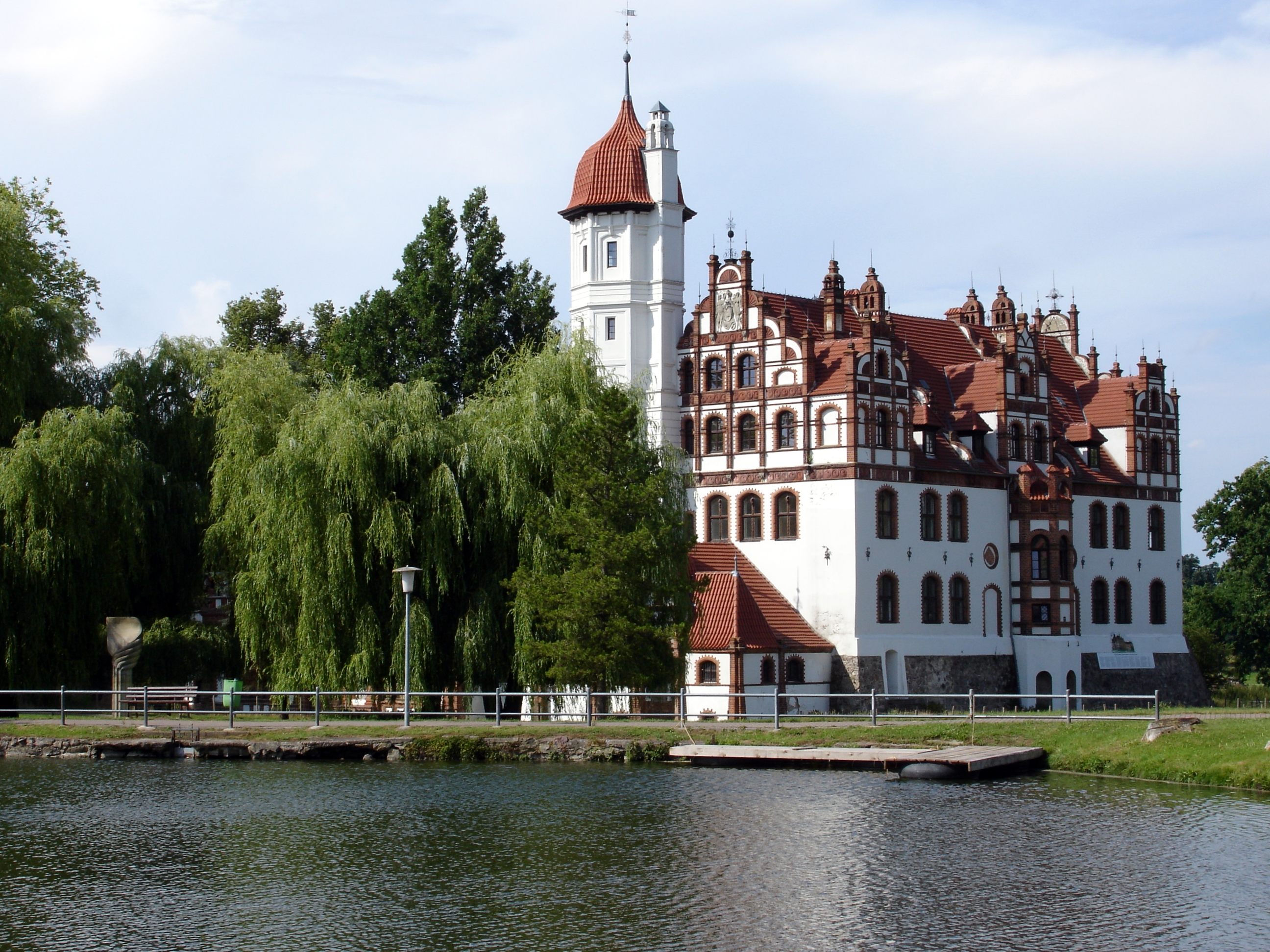
Il castello  e il lago circostante
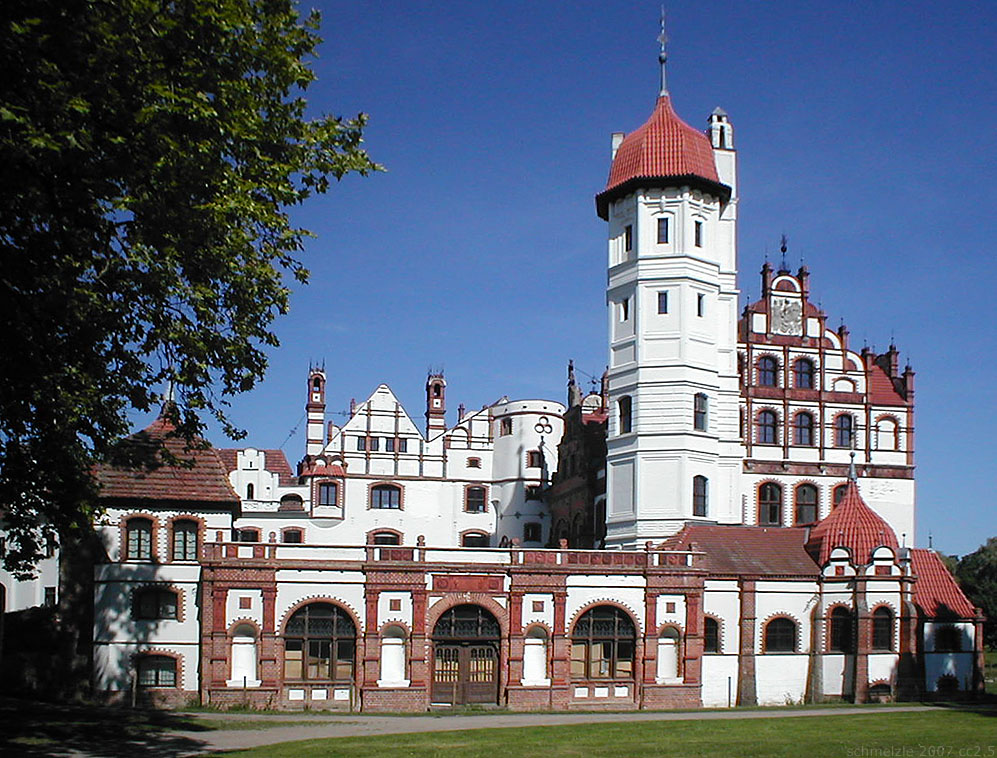
Facciata sud-occidentale
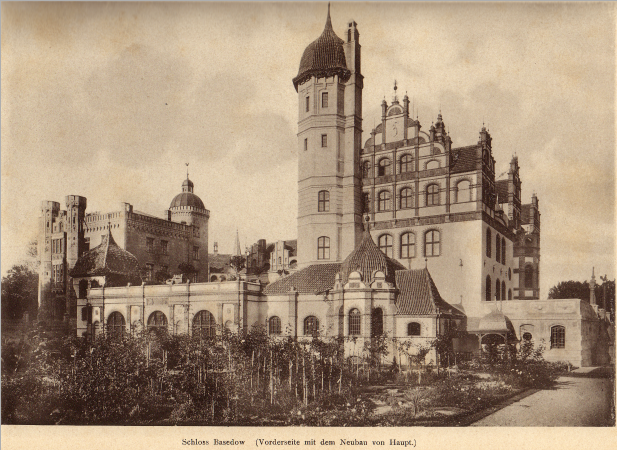
Il castello  nel 1902
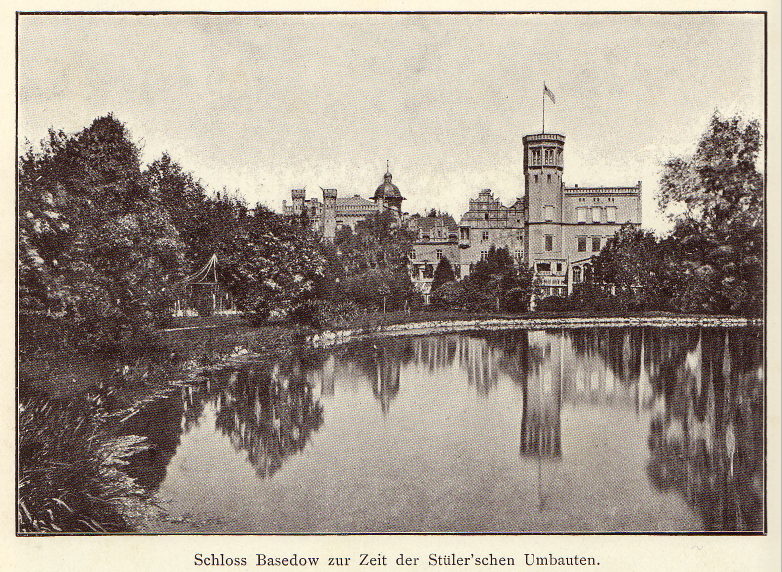
La tenuta nel 1902
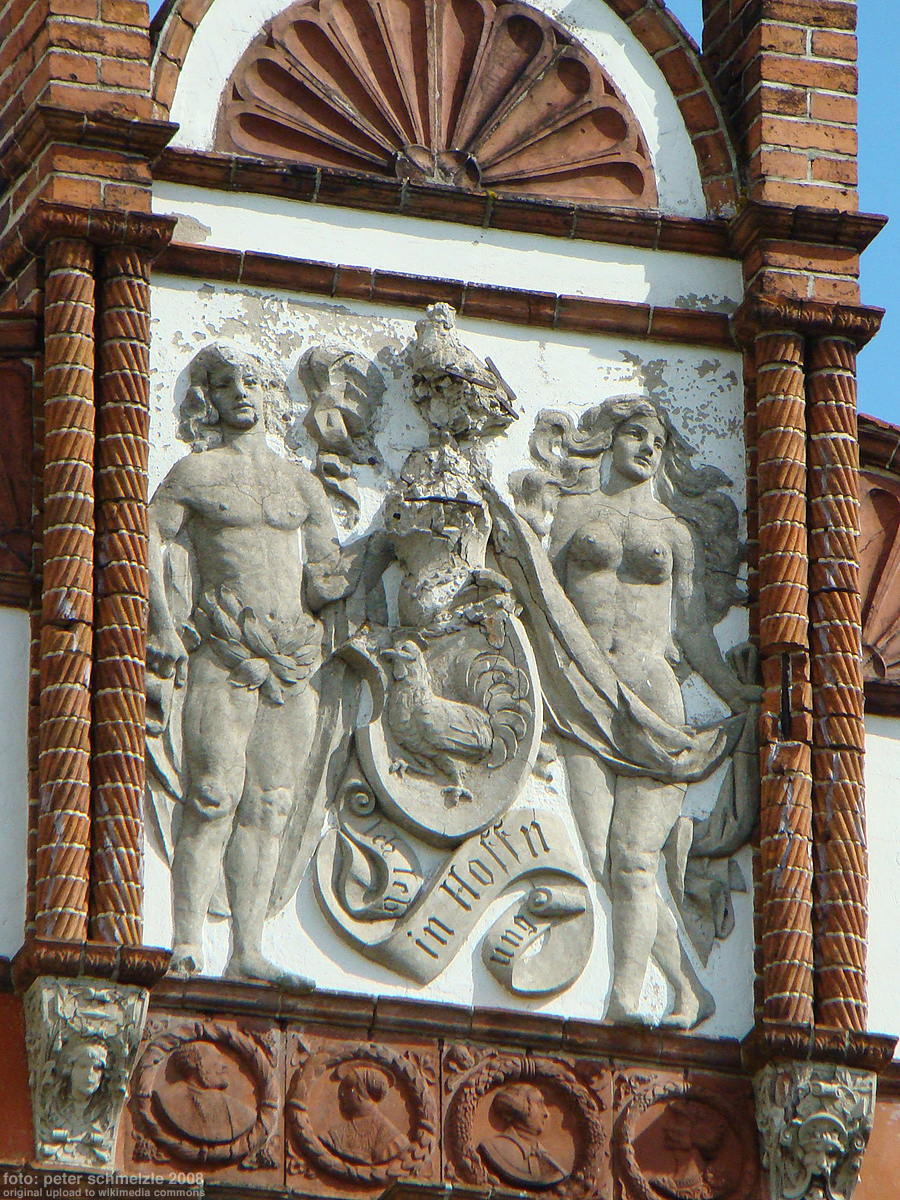
Sculture nel castello di Basedow
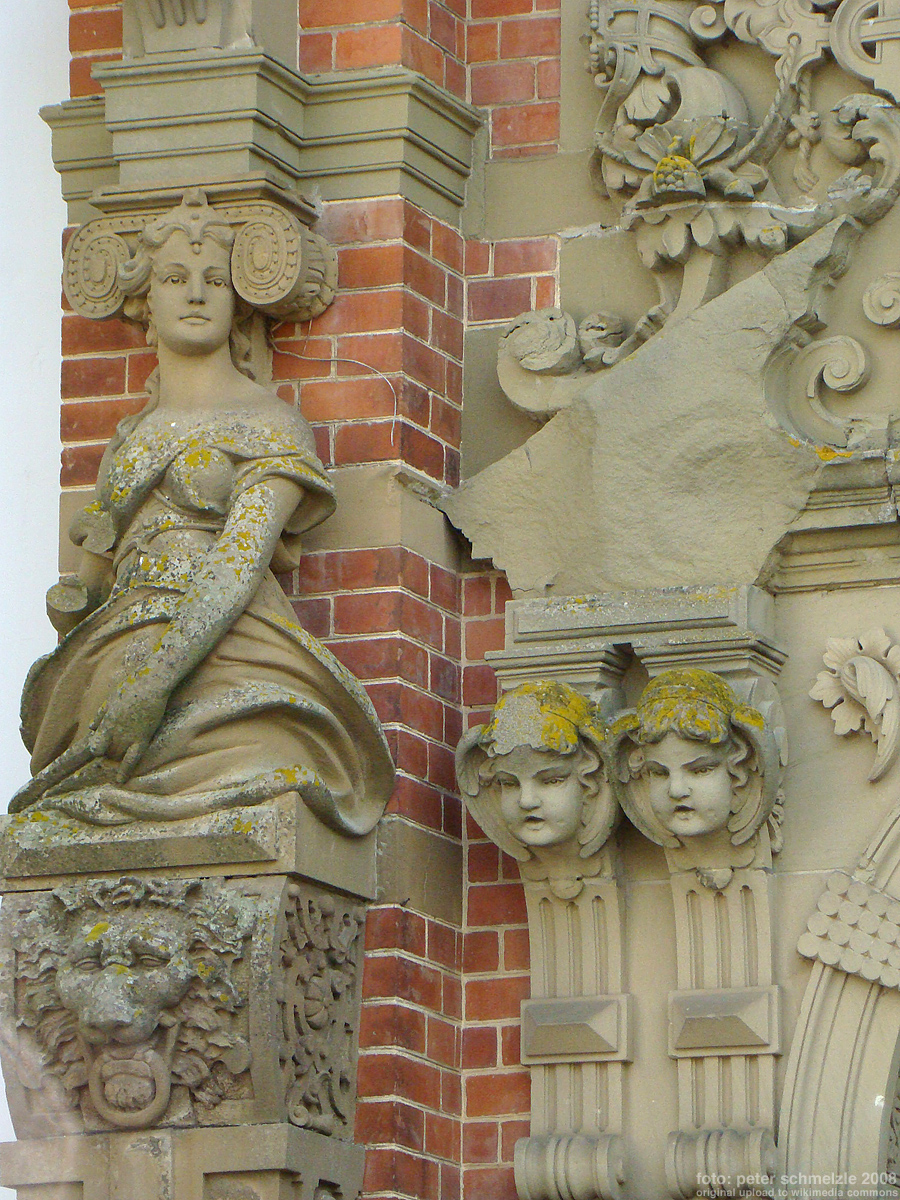
Altre sculture
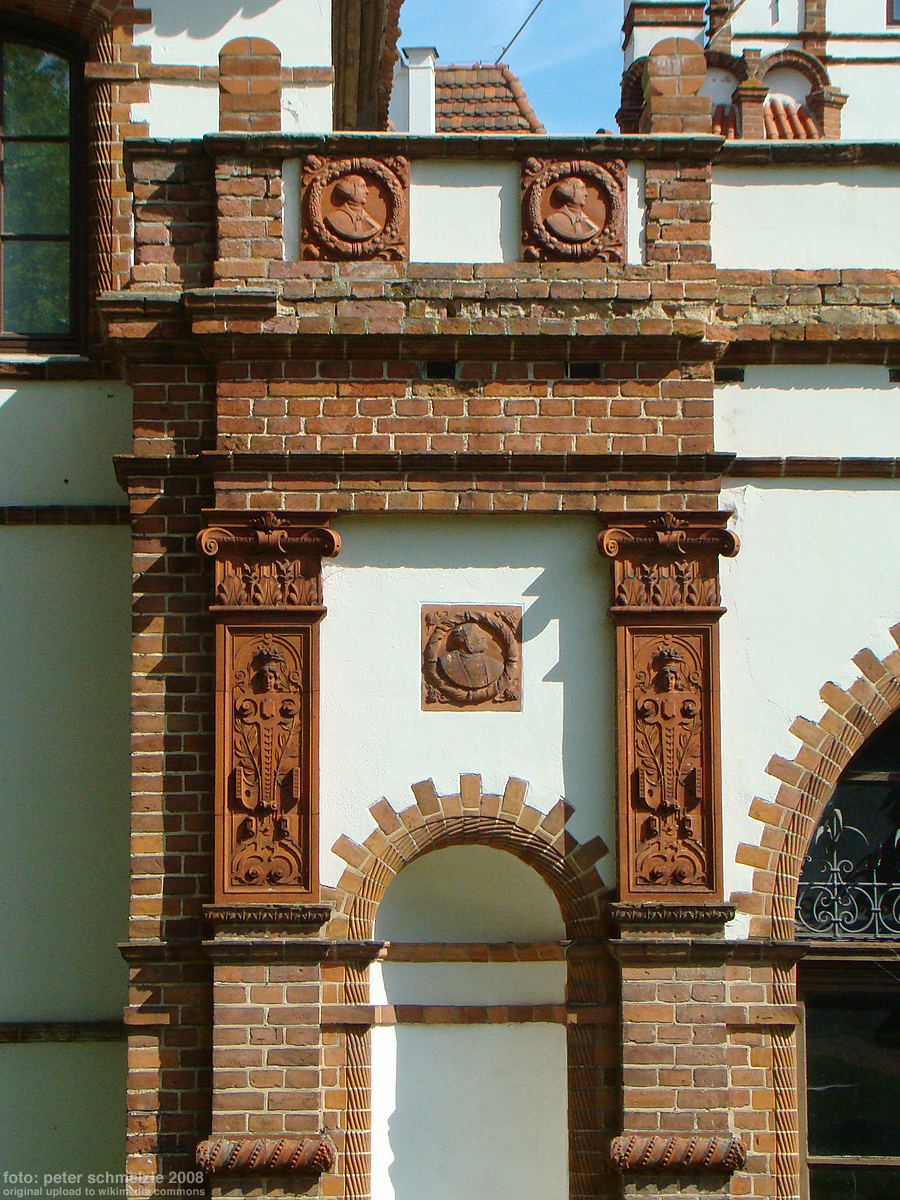
Dettaglio della facciata